# Dernier Tiercé
Dernier Tiercé est un film français réalisé par Richard Pottier, sorti en 1965.

## Fiche technique
- Titre : Dernier Tiercé
- Réalisateur : Richard Pottier
- Scénario : Jean Borgni
- Dialogues : Jean Stelli
- Photographie : Léonce-Henri Burel
- Son : Norbert Gernolle
- Décors : Georges Petitot
- Musique :  Charles Rinieri
- Montage : Gabriel Rongier
- Production : Winner Films
- Durée :  85 minutes
- Date de sortie : 
  - France : 17 juillet 1965

## Distribution
- Michel Le Royer
- Odile Versois
- Magali Noël
- Raymond Souplex
- Jean Richard
- Lucien Callamand
- Dario Moreno